# Антигон (сын Деметрия I Сотера)
Антигон (др.-греч. Αντίγονος; около 152 год до н. э. — 150 г. до н. э.) — селевкидский царевич, сын царя Деметрия I Сотера и его жены Лаодики V, которая, по наиболее распространённой версии, была его сестрой. Брат царей Антиоха VII и Деметрия II, по разным версиям, был либо старшим, либо самым младшим из братьев. Возможно, правил некоторое время в 150 году до н. э. под именем Антиоха и чеканил монету. Был казнён вместе с матерью по приказу Аммония, сановника узурпатора Александра I Баласа.

## Биография

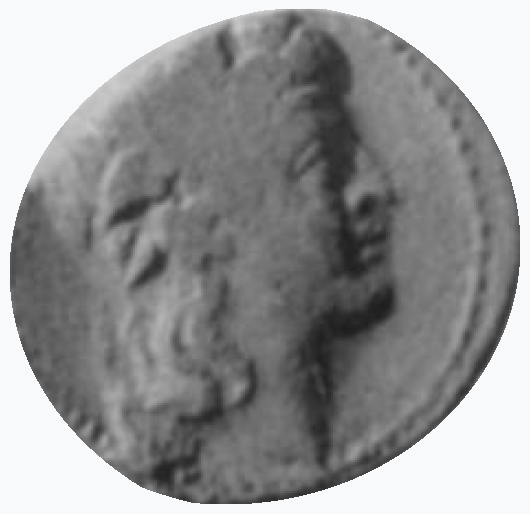
Аверс монеты «царя Антиоха» с изображением Диониса.

Антигон был одним из сыновей царя государства Селевкидов Деметрия I Сотера и его жены Лаодики, которую большинство исследователей отождествляют с Лаодикой V, женой последнего царя Македонии, Персея. В таком случае родители Антигона были родными братом и сестрой. Однако, некоторые исследователи отрицают такое отождествление. Кроме Антигона супруги имели ещё двух сыновей, Антиоха и Деметрия. Когда против Деметрия I выступил другой претендент на власть, Александр I Балас, он отослал в 152 году до н. э. двух сыновей из столицы. Антигон остался при отце и после его свержения был схвачен вместе с матерью. По приказу Аммония, сановника  узурпатора Александра I Баласа, Антигон и Лаодика были казнены в 150 году до н. э.
Среди учёных нет единодушного мнения кто был первенцем Деметрия I. По версии выдвинутой Эдвином Бивеном, Антигон мог быть старшим сыном царя, однако Огюст Буше-Леклерк её оспорил, назвав Антигона самым молодым и предположил, что на момент войны он был ещё младенцем. Немецкий историк Кей Элинг также считал Антигона младшим сыном. Он указал, что Антигон был казнён со своей матерью через два года после отправки братьев на Книд. По версии Элинга, Антигон ещё не родился, когда Деметрий I отослал своих сыновей в безопасное место и датировал его рождение приблизительно 152 годом до н. э. Версию о старшем сыне поддерживал историк Джон Гренджер.
Эдвин Бивен предположил, что Деметрий II взял эпиклесу Филадельф (др.-греч. Φιλάδελφος; Братолюбивый) в память о старшем брате, месть за него могла быть официальным мотивом выступления против Александра I Баласа.
С Антигоном связывалась бронзовая монета с изображением Диониса, которая хранится в Музее Фицуильяма. Она содержит легенду «басилевса Антиоха» и датирована ΒΞΡ (162) годом эры Селевекидов (151/150 годы до н. э.). Учитывая, что отчеканенные в тот год монеты Деметрия I имели идентичную монограмму монетария, историк Фриц Хайхельхайм предположил, что после смерти отца Антигон стал царём, взяв тронное имя Антиох и оказывал сопротивление Александру I Баласу в Антиохии на Оронте. Исследователь Альфред Беллингер считал, что это предположение создаёт «неудобные трудности». Хотя имя Антигона не было традиционным для династии, имя его отца (Деметрий) также ранее не встречалось среди Селевкидов. Кей Элинг считал эту монету отчеканенной от имени Антиоха VII.